# Dioclea edulis
Macropsychanthus edulis (Kuhlm.) L.P.Queiroz & Snak (Syn.: Dioclea edulis Kuhlm.) ist eine Pflanzenart aus der Gattung Dioclea in der Unterfamilie der Schmetterlingsblütler (Faboideae) innerhalb der Familie der Hülsenfrüchtler (Fabaceae). Sie kommt im östlichen Brasilien vor.

## Beschreibung

### Vegetative Merkmale
Dioclea edulis wächst als verholzende und laubabwerfende Kletterpflanze viele Meter hoch und weit. Die Rinde junger Zweige sind dicht behaart.
Die wechselständig angeordneten Laubblätter sind in Blattstiel und -spreite gegliedert. Die dicht behaarten Blattspreiten sind dreizählig unpaarig gefiedert. Die papierartigen, gestielten Fiederblättchen sind eiförmig bis elliptisch, seltener verkehrt-eiförmig mit bespitztem bis zugespitztem oberen Ende; sie sind ganzrandig und anfänglich dicht weichhaarig und später verkahlend. Die Blattoberseite ist dunkel-grün und die -unterseite hell-grün. Der Blattrand ist oft leicht umgebogen. Die behaarten Blatt- und Blättchenstiele sind am Grund und beim Endblättchen am Spreitengrund verdickt. Es sind kleine Nebenblätter vorhanden.

### Generative Merkmale
Die achselständige, pyramidale, aufrechte und traubige Blütenstände enthalten viele kurz gestielte Blüten. Bei den Blüten sind kleine Trag- und zwei Deckblätter vorhanden.
Die zwittrige Blüte ist zygomorph und fünfzählig mit doppelter Blütenhülle. Der Kelch mit ungleichen Zipfeln, Lappen ist bräunlich-purpurfarben und innen, im unteren Teil behaart. Die Kronblätter sind in Form von Schmetterlingsblüten angeordnet und sind violett-purpurfarben.
Die pelzig behaarten und bei Reife bräunlichen Hülsenfrüchte sind bei einer Länge von bis zu 20 Zentimetern eiförmig bis ellipsoid und öffnen sich nicht und enthalten mehrere Samen. Die bei einem Durchmesser von 4 bis 5 Zentimetern rundlichen bis eiförmigen Samen sind etwas abgeflacht. Sie sind von einer dünnen, membranösen und weißen „Haut“ umgeben, die harte, glatte Samenschale darunter ist dunkel-braun.

## Taxonomie
Die Erstbeschreibung von Dioclea edulis erfolgte 1940 durch João Geraldo Kuhlmann in Anais da (primeira) Reunião Sul-Americana de Botânica Rio de Janeiro, Band 2, Seite 79 Tafel 6, 7. Der Gattungsname Dioclea ehrte den griechischen Arzt Diokles von Karystos (ca. 375 v. Chr. bis ca. 295 v. Chr.) und Schüler von Aristoteles. Der akzeptierte Name ist seit 2020 Macropsychanthus edulis (Kuhlm.) L.P.Queiroz & Snak veröffentlicht in Luciano Paganucci de Queiroz und Cristiane Snak: Revisiting the taxonomy of Dioclea and related genera (Leguminosae, Papilionoideae), with new generic circumscriptions. In: PhytoKeys, Volume 164, Seite 95.

## Verwendung
Die Samen sind essbar und werden gekocht verwendet. Auch die mehlige, weiße Pulpe kann gegessen werden, sie ist ähnlich wie die der Inga edulis. Auch andere Dioclea-Arten besitzen ähnliche essbare Samen.

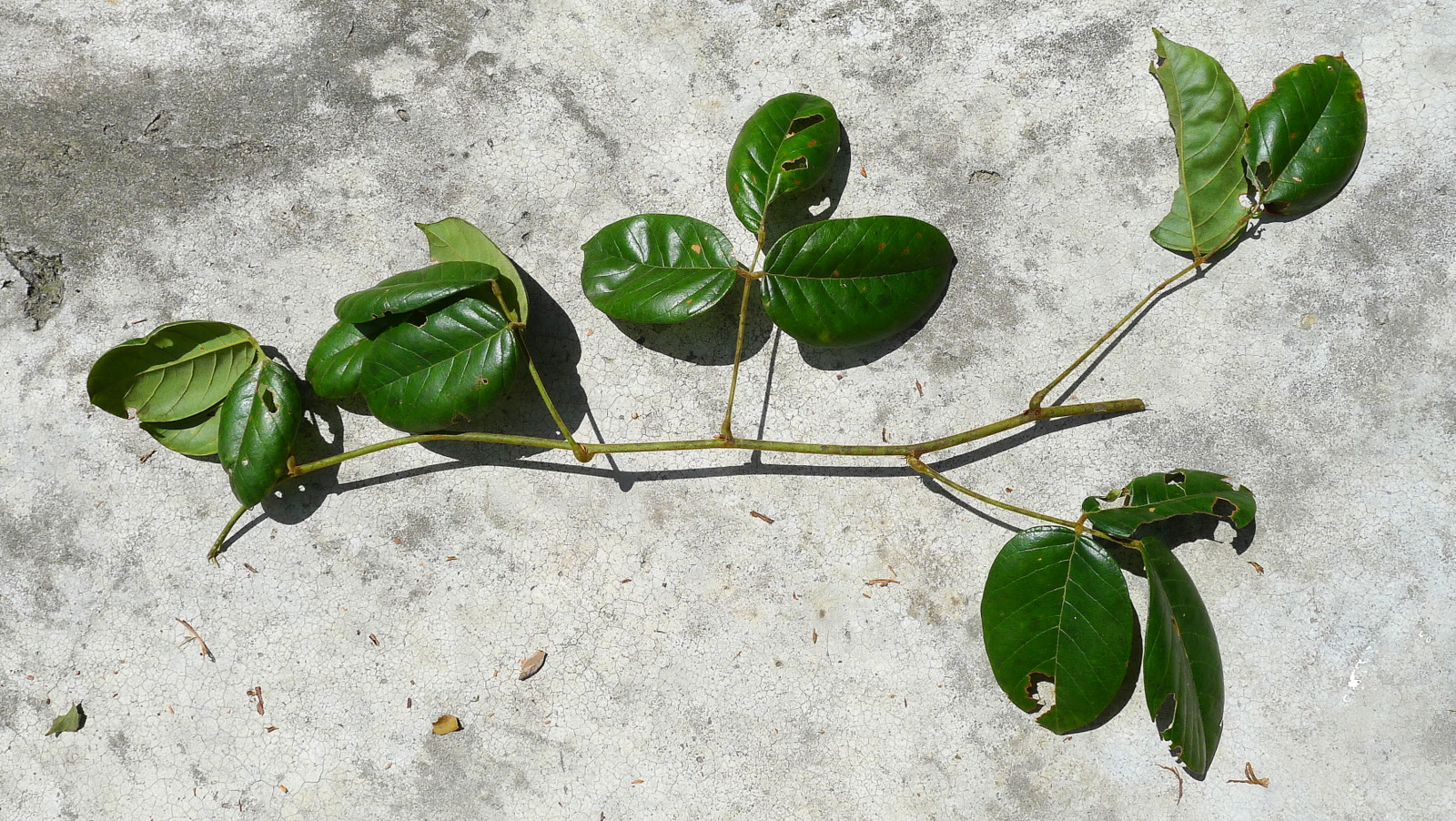
Sprossachse und Laubblätter
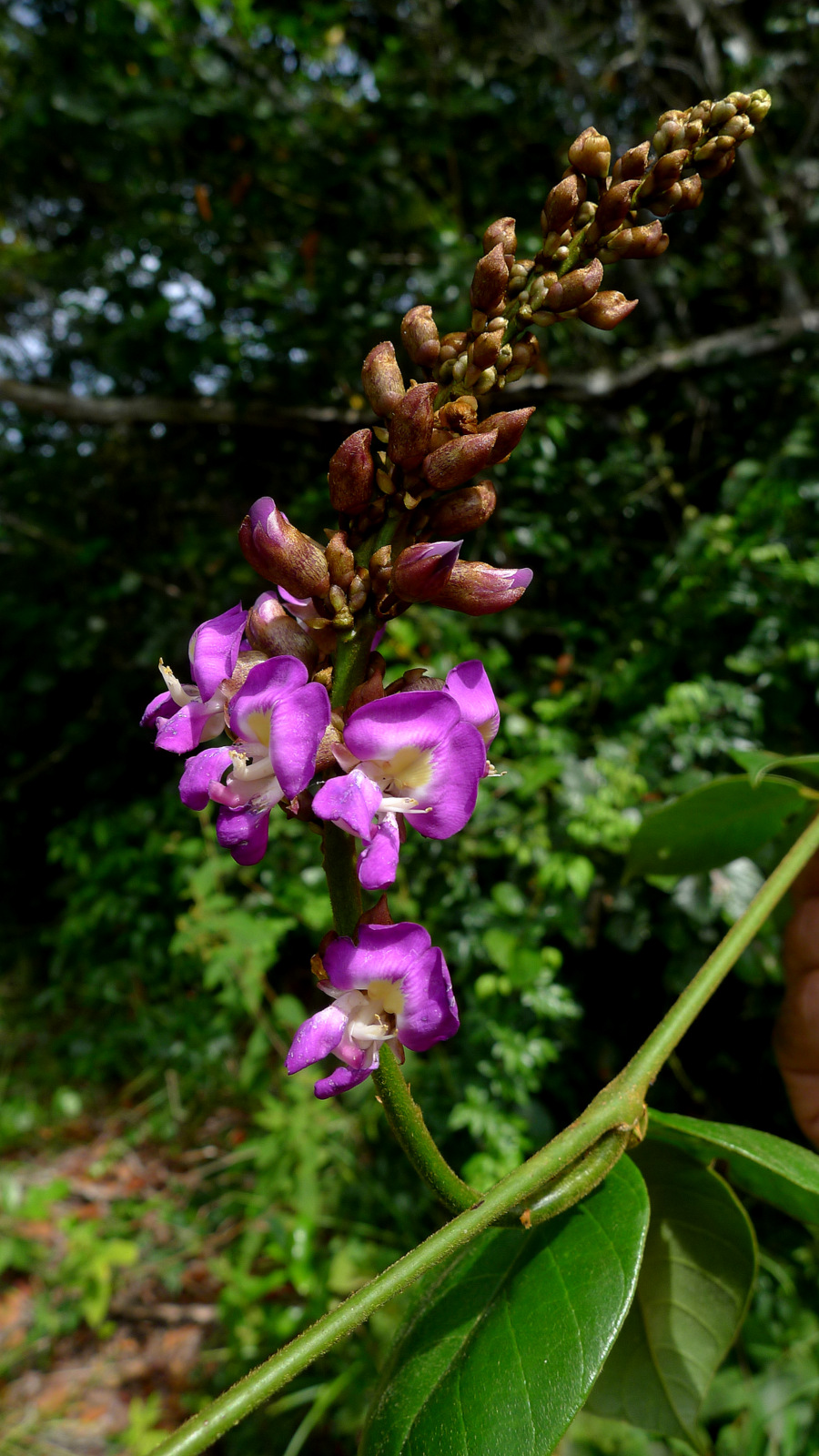
Blütenstand
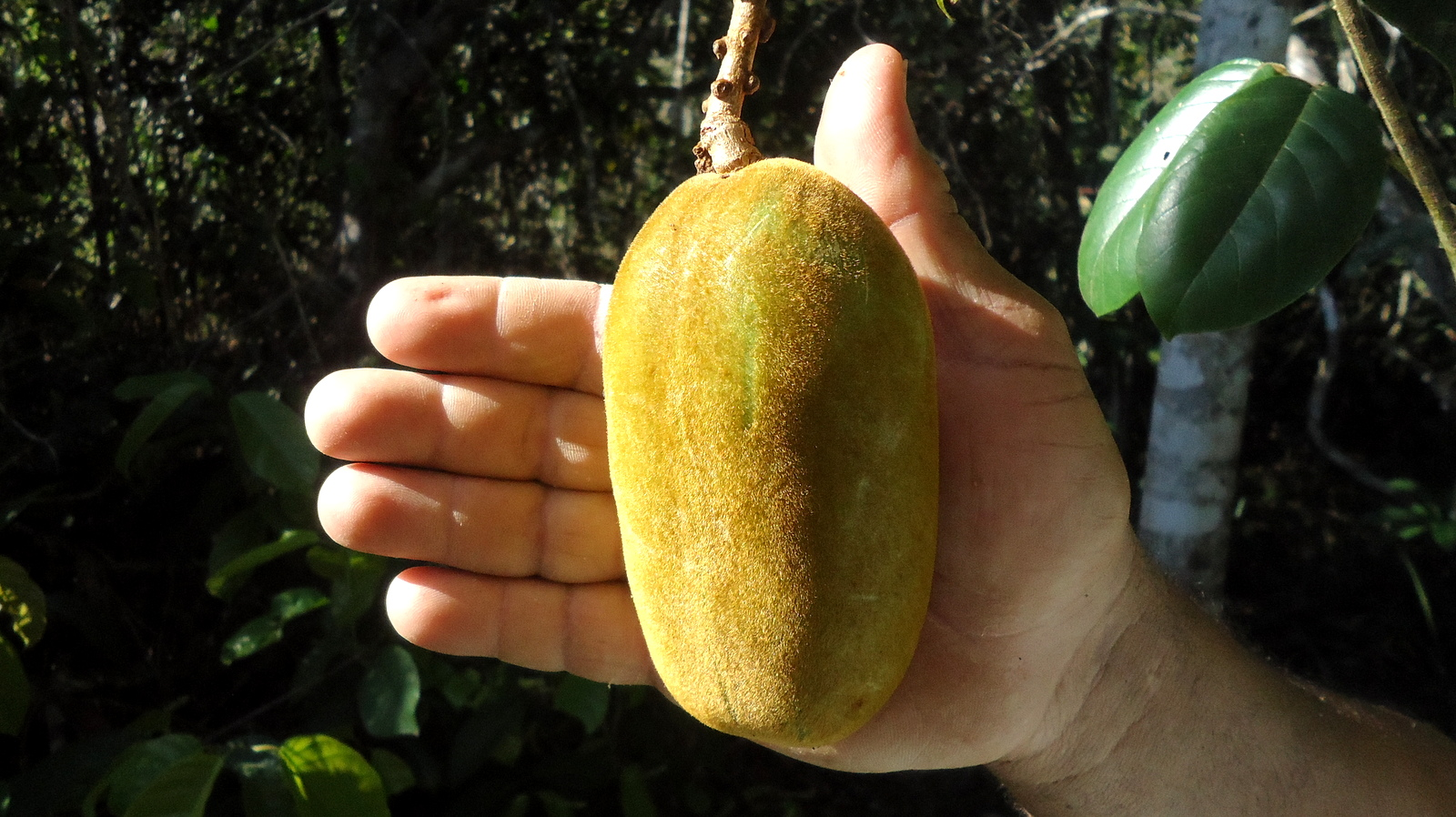
Frucht
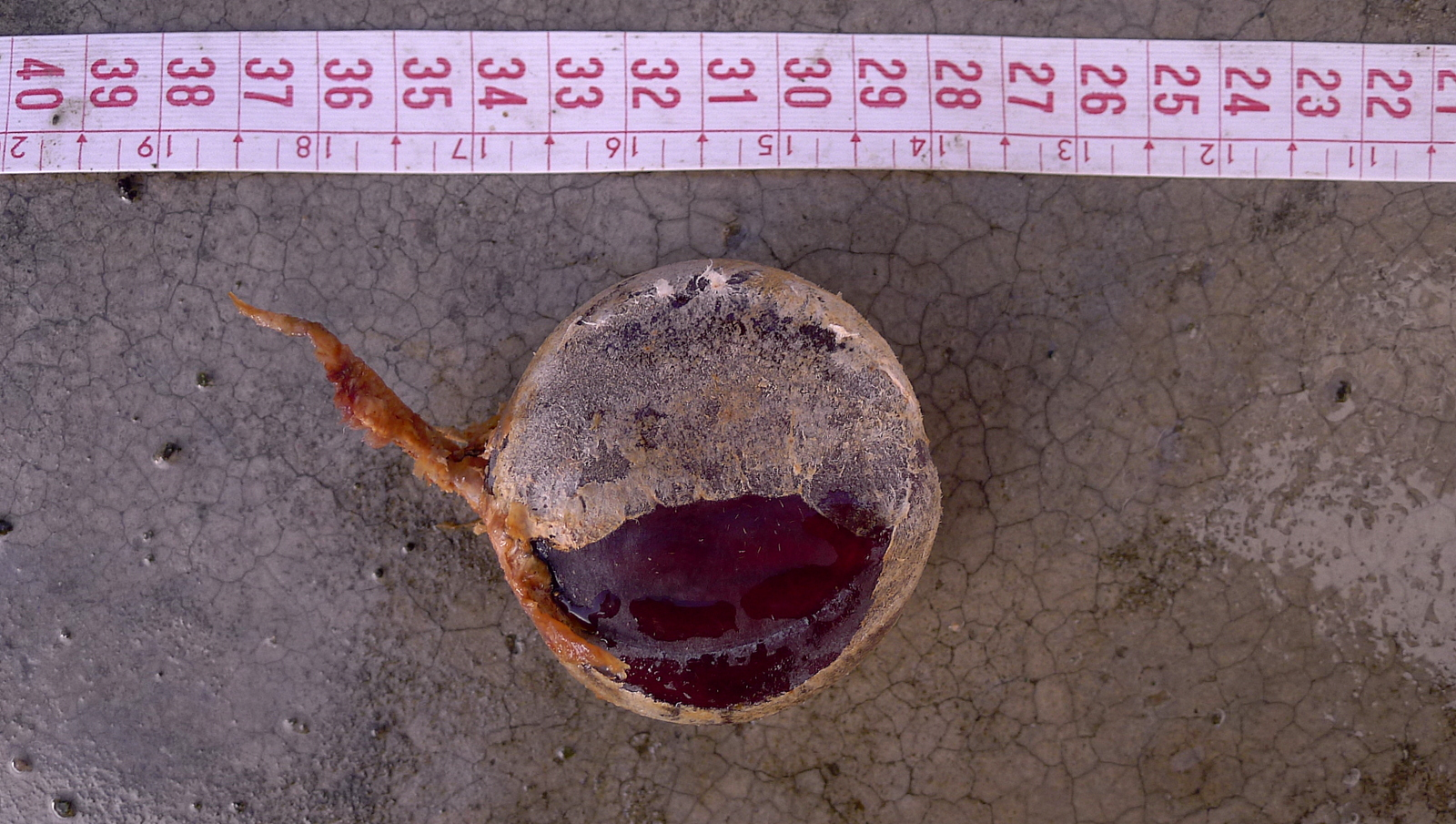
Samen